# Monte Viglio
Il Monte Viglio (2156 m) è la cima più elevata dei Monti Càntari, posta nella sua porzione centro-settentrionale.
Ubicato fra Lazio e Abruzzo, a cavallo fra la provincia di Frosinone e quella dell'Aquila, confina a nord con le altre cime dei Càntari, a est con la valle Roveto, a sud con il monte Pratiglio e a ovest con la val Granara, su cui si affaccia con il precipite versante occidentale.

## Descrizione

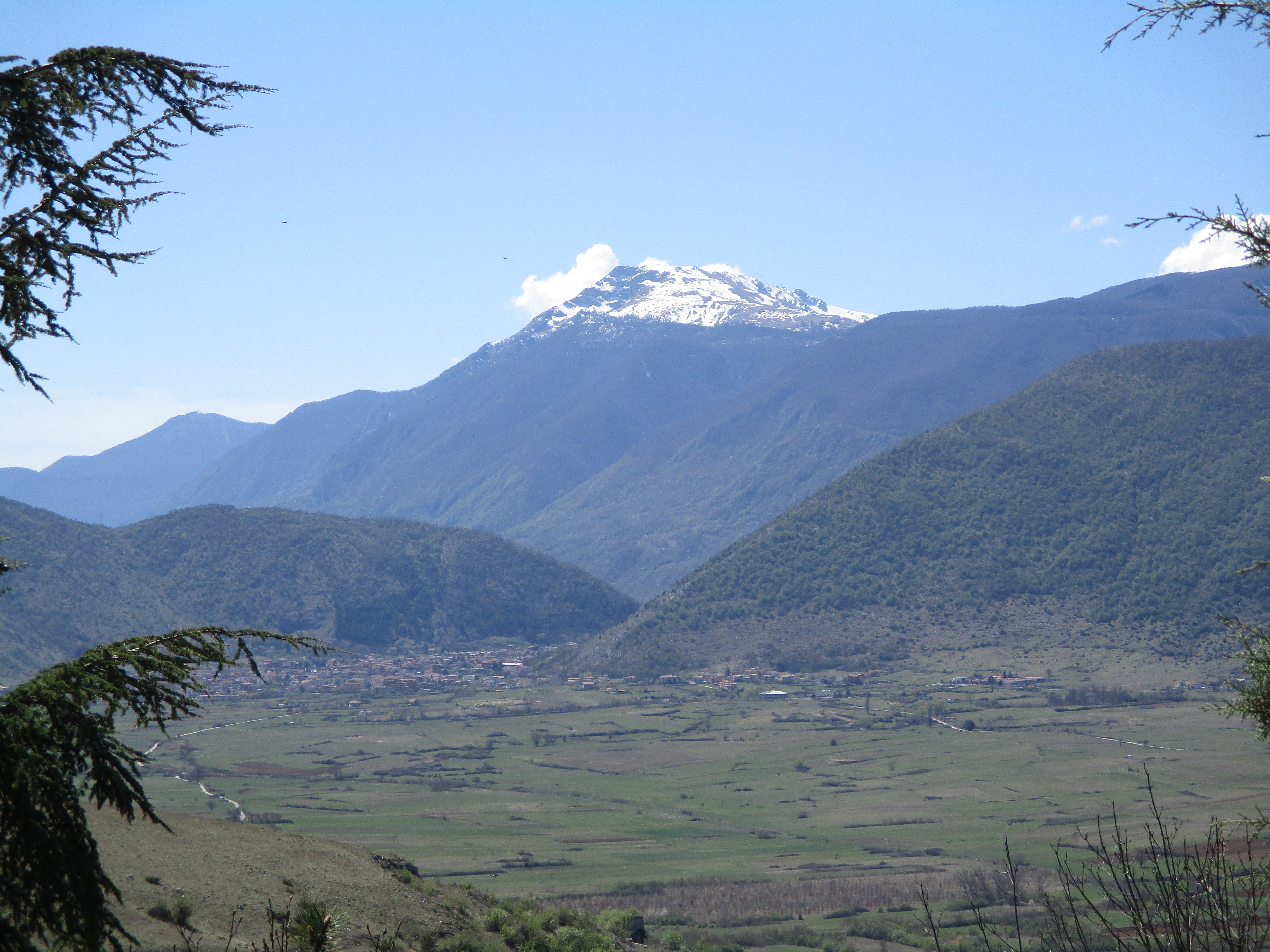
Monte Viglio visto dai Piani Palentini

La catena dei Monti Càntari ha una lunghezza molto limitata, estendendosi per poco più di dieci km dal comprensorio di Campo Staffi a quello di Campocatino. Buona parte di questa estensione è occupata dal territorio del Monte Viglio.

### Vie di salita
Le vie normali di salita procedono da nord oppure da sud, cioè lungo i crinali. Nel primo caso, cioè nella scalata da nord (Valico della Serra - Fonte della Moscosa) si procede dopo la fonte fino alla Madonnina di Monte Piano (1838 m), oppure direttamente verso i Monti Cantari, una serie di cime che costituiscono il gruppo montuoso (1992 m, 2050 m, 2088 m, 2103 m). Di qui, si ridiscende a una sella fra l'ultima cima dei Cantari e il Gendarme del Viglio (2113 m), superato il quale non resta che scalare l'ultimo tratto fino alla vetta (2156 m).
D'inverno questo percorso presenta difficoltà alpinistiche. Nella sella fra i Cantari e il Gendarme, verso la Val Roveto, vi sono cornici di neve da cui bisogna tenersi a distanza di sicurezza e che possono risultare insidiose in caso di nebbia; sotto la vetta, da nord, si formano cornici anche molto affilate, che sporgono pericolosamente stavolta verso la Val Granara, affacciandosi su antichi circhi glaciali. Lo stesso passaggio del Gendarme richiede molta cautela, in quanto è notevolmente esposto; può risultare troppo rischioso in caso di neve fresca senza tenuta (d'altro canto aggirarlo potrebbe risultare, oltre che faticoso, ugualmente se non più pericoloso). Infine sulle pendici del Monte Piano vi sono grotte di origine carsica che, nella stagione invernale, potrebbero anche trasformarsi in una sorta di trappola.

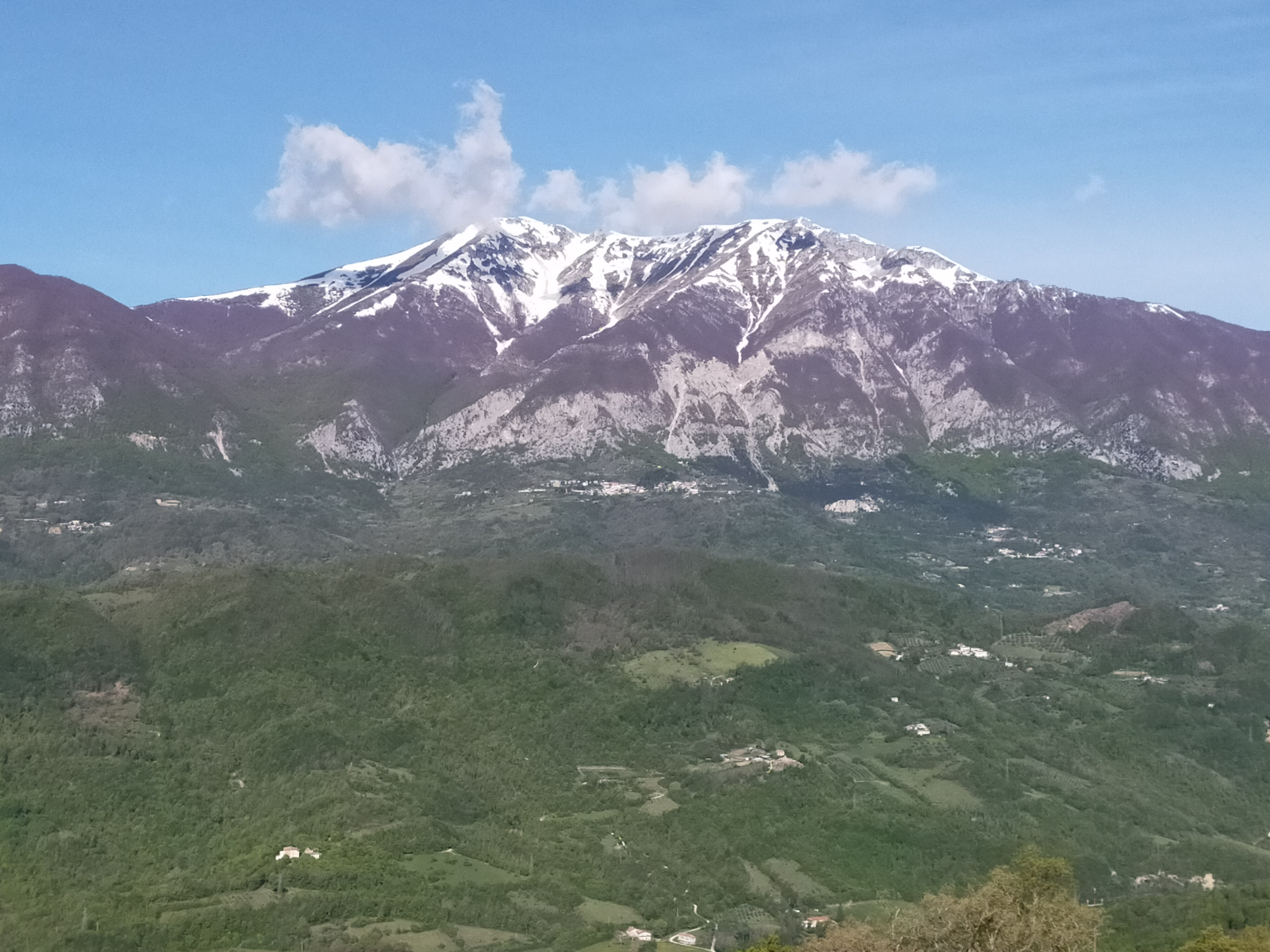
Monte Viglio visto da Pero dei Santi

Da sud (Campocatino - Monte Femmina Morta - Monte Pratiglio) il Viglio presenta un altro genere di difficoltà. Richiede, infatti, il superamento di un percorso molto lungo e coperto per buona parte dal bosco. Soprattutto al ritorno la direzione da seguire può risultare incerta perché il sentiero, ancora in anni recenti (2003), risultava segnato in maniera insufficiente (segni sbiaditi, radi).
Comunque, il percorso da sud procede da Campo Catino al Monte Crepacuore (1997 m), quindi al Monte Femmina Morta (1720 m); superata questa montagna, il sentiero discende rapidamente e si inoltra nella faggeta; procede a lungo fino a piegare ad ovest e risalire al Monte Pratiglio (1884 m) e, infine, alla vetta del Viglio. Da Campocatino si può cogliere, in un bel colpo d'occhio, quasi tutta l'estensione del percorso.

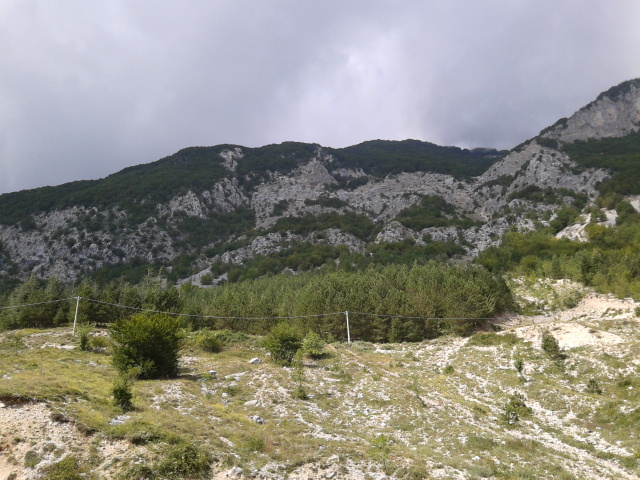
Monte Viglio visto da Meta

È anche possibile compiere la traversata completa dei Monti Càntari, da Campocatino al Valico della Serra S. Antonio, ma in questo caso conviene prevedere una organizzazione logistica ad hoc che consenta di trovare un veicolo alla fine del percorso per poter tornare in auto dall'altra parte della catena. In ogni caso una traversata del genere richiede un buon allenamento e un'intera giornata di cammino.
Esistono anche altre vie - alpinistiche - che salgono direttamente e più facilmente d'estate dal paese di Filettino o dalla Valle Granara o anche dalla Valle Roveto, ma risultano piuttosto pericolose d'inverno, a causa del rischio di valanghe, i cui segni sono ben visibili e piuttosto impressionanti (ad esempio nella faggeta della Valle Fura, sul versante occidentale della montagna). Queste vie vanno affrontate con grande cognizione di causa e studiate con cura nei mesi invernali, mentre d'estate diventano delle passeggiate su sentieri ben segnalati.

### Nevai

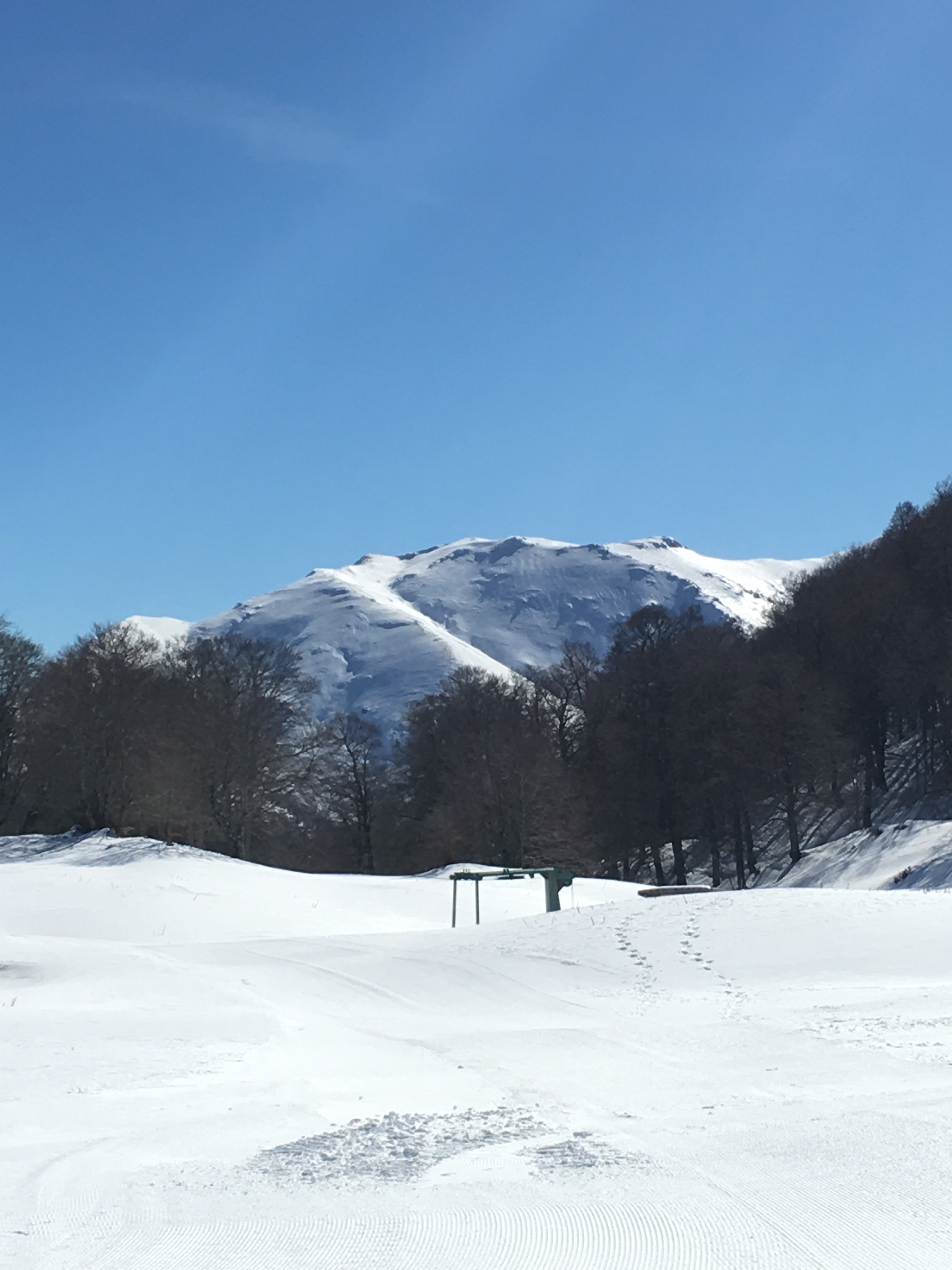
Il Viglio dalle piste di Campo Staffi

Sul Monte Viglio, negli anni più fortunati, si trovano alcuni piccoli nevai, ubicati sotto un piccolo camino (una via di arrampicata alpinistica che sale in un canalino di roccia) sito sulla cresta nord, nonostante la quota non molto elevata intorno ai 2000 metri. Questo in virtù del fatto che i Monti Cantari assieme ai Monti Simbruini e ai Monti Ernici sono una zona particolarmente nevosa esposta direttamente alle correnti umide occidentali. Sono nevai estesi al massimo due metri quadrati, nella zona più riparata e meno battuta dal vento; nel 2004 e nel 2005 questi nevai (due da due metri quadrati) riuscirono a sopravvivere alla stagione estiva, giungendo così all'inverno con 1 metro di spessore circa. Altri nevai si possono riscontrare alle pendici della cresta nord, ma non sono stati segnalati dal 1984 come nevai perenni.

### Visuale dalla vetta
Dalla cima è possibile osservare il panorama sulla piana del Fucino e la catena del Sirente-Velino ad est, la Maiella e i monti Marsicani a sud-est, sulla valle del Sacco ad ovest, sui monti Ernici a sud e sui monti Simbruini a nord. In alcuni giorni senza foschia è possibile vedere ad est anche il Gran Sasso in lontananza.